# Ronde van Bochum
De Ronde van Bochum (Duits: Sparkassen Giro Bochum) is een eendaagse wielerwedstrijd in en rond de Duitse stad Bochum en maakt deel uit van de TUI-Cup, een Duits regelmatigheidscriterium voor wielerwedstrijden op de weg.
De wedstrijd wordt georganiseerd sinds 1998 en maakt sinds 2005 deel uit van het Europese continentale circuit van de UCI, de UCI Europe Tour. De wedstrijd staat begin augustus op de wielerkalender.
Vanaf 2001 kent de wedstrijd ook een editie voor vrouwen die in 2014 en 2015 deel uitmaakte van de wereldbeker. Deze wedstrijd werd acht keer gewonnen door een Nederlandse renster.

## Lijst van winnaars

### Mannen

#### Meervoudige winnaars
| Overwinningen | Renner         | Land      | Jaren                     |
| ------------- | -------------- | --------- | ------------------------- |
| 4             | Marcel Sieberg | Duitsland | 2012 + 2014 + 2015 + 2016 |

#### Overwinningen per land
| Overwinningen | Land                           |
| ------------- | ------------------------------ |
| 13            | Duitsland                      |
| 3             | België                         |
| 2             | Nederland, Verenigd Koninkrijk |
| 1             | Tsjechië, Italië               |

### Vrouwen

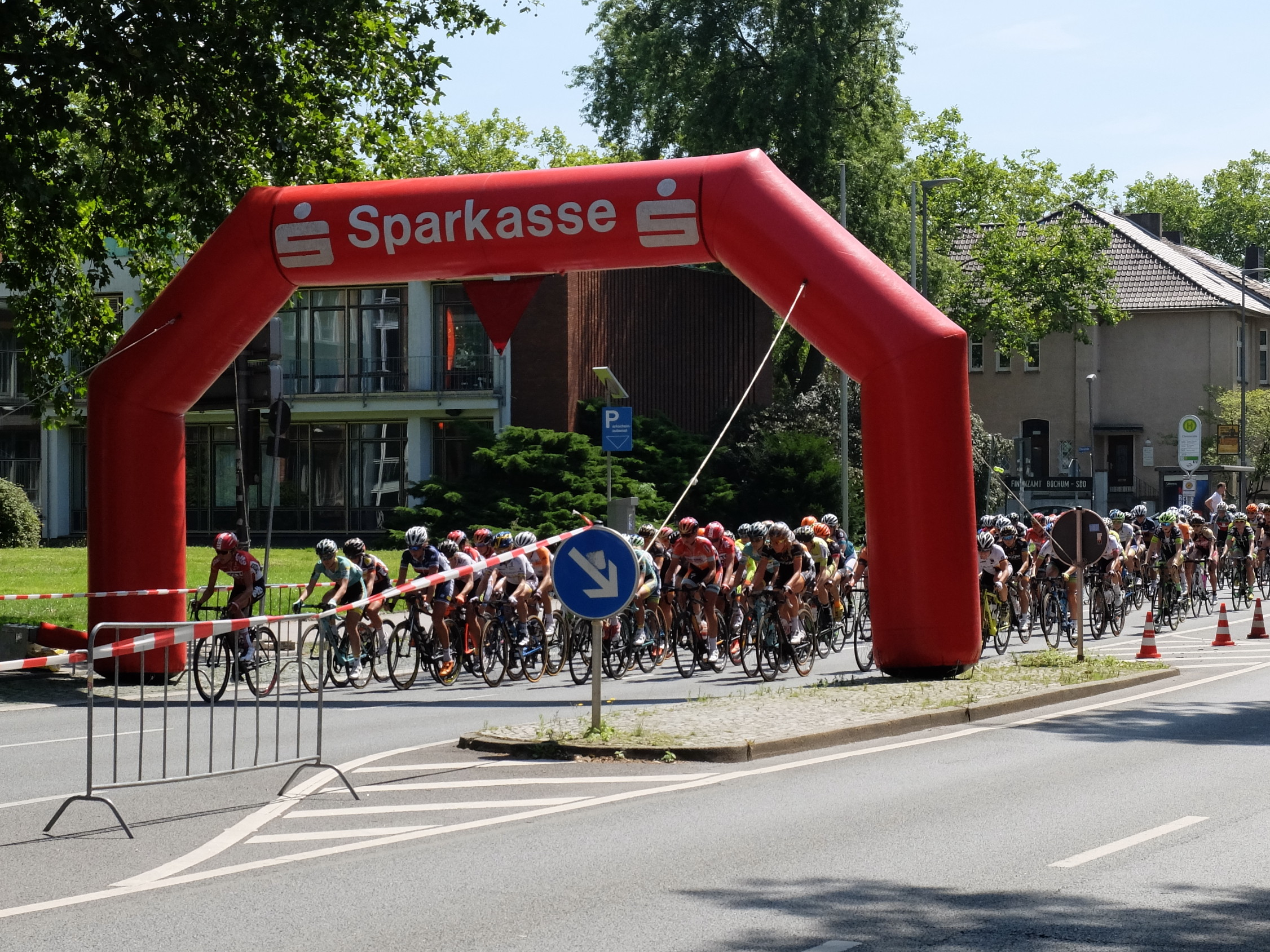
De wereldbekerwedstrijd voor vrouwen in 2015.

#### Overwinningen per land
| Overwinningen | Land                                         |
| ------------- | -------------------------------------------- |
| 9             | Nederland                                    |
| 4             | Duitsland                                    |
| 2             | Australië                                    |
| 1             | Italië, Luxemburg, Rusland, Verenigde Staten |